# Antoni Mąkosa
Antoni Mąkosa (ur. 7 lipca 1917 r. w Makowie, zm. 15 maja 1999 r.) – polski duchowny rzymskokatolicki, kanonik, proboszcz parafii Stara Błotnica i Radoszyce, dziekan radoszycki.
Antoni Mąkosa urodził się 7 lipca 1917 r. w Makowie w diecezji sandomierskiej, w parafii Skaryszew. 10 maja 1941 r. przyjął święcenia kapłańskie i został mianowany wikariuszem w parafii pw. Wniebowzięcia Najświętszej Maryi Panny w Solcu nad Wisłą. W 1942 r. został prefektem szkół powszechnych w Radomiu. W 1948 r. zdał egzamin konkursowy na probostwo. W latach 1959–1962 był wikariuszem w parafii pw. św. Jana Chrzciciela w Radomiu, skąd został w 1962 r. przeniesiony na stanowisko administratora parafii pw. Narodzenia Najświętszej Maryi Panny w Starej Błotnicy. W Starej Błotnicy wyręczał w zarządzeniu parafią schorowanego proboszcza ks. Stanisława Głąbińskiego. Proboszczem został w 1965 r. po śmierci ks. Głąbińskiego.
Podczas jego posługi, sanktuarium w Starej Błotnicy stało się lokalnym centrum pielgrzymkowym oraz wszczęto (na polecenie ks. bpa Piotra Gołębiowskiego ks. Mąkosa opracował wymaganą dokumentację) procedurę starań o koronację obrazu Matki Bożej Pocieszenia. Już w pierwszym roku pracy w Starej Błotnicy zorganizował bez wymaganego zezwolenia pielgrzymkę na Jasną Górę. Przeprowadził liczne prace remontowo-budowlane w błotnickim sanktuarium – wybudował odwodnienie i ogrodzenie kościoła, założył ogrzewanie, wzmocnił skarpę, na której stoi świątynia. Funkcję proboszcza w Starej Błotnicy pełnił do 1973 r., kiedy został mianowany proboszczem parafii pw. Świętych Apostołów Piotra i Pawła w Radoszycach. W 1980 r. została mu nadana godność kanonika honorowego Kolegiaty św. Marcina w Opatowie. W 1989 r. przeszedł na emeryturę i został rezydentem przy parafii w Radoszycach.
Zmarł 15 maja 1999 r., a został pochowany 18 maja w Skaryszewie.